# BQ-788
BQ-788 là một chất đối kháng ETB chọn lọc.